# Soul food

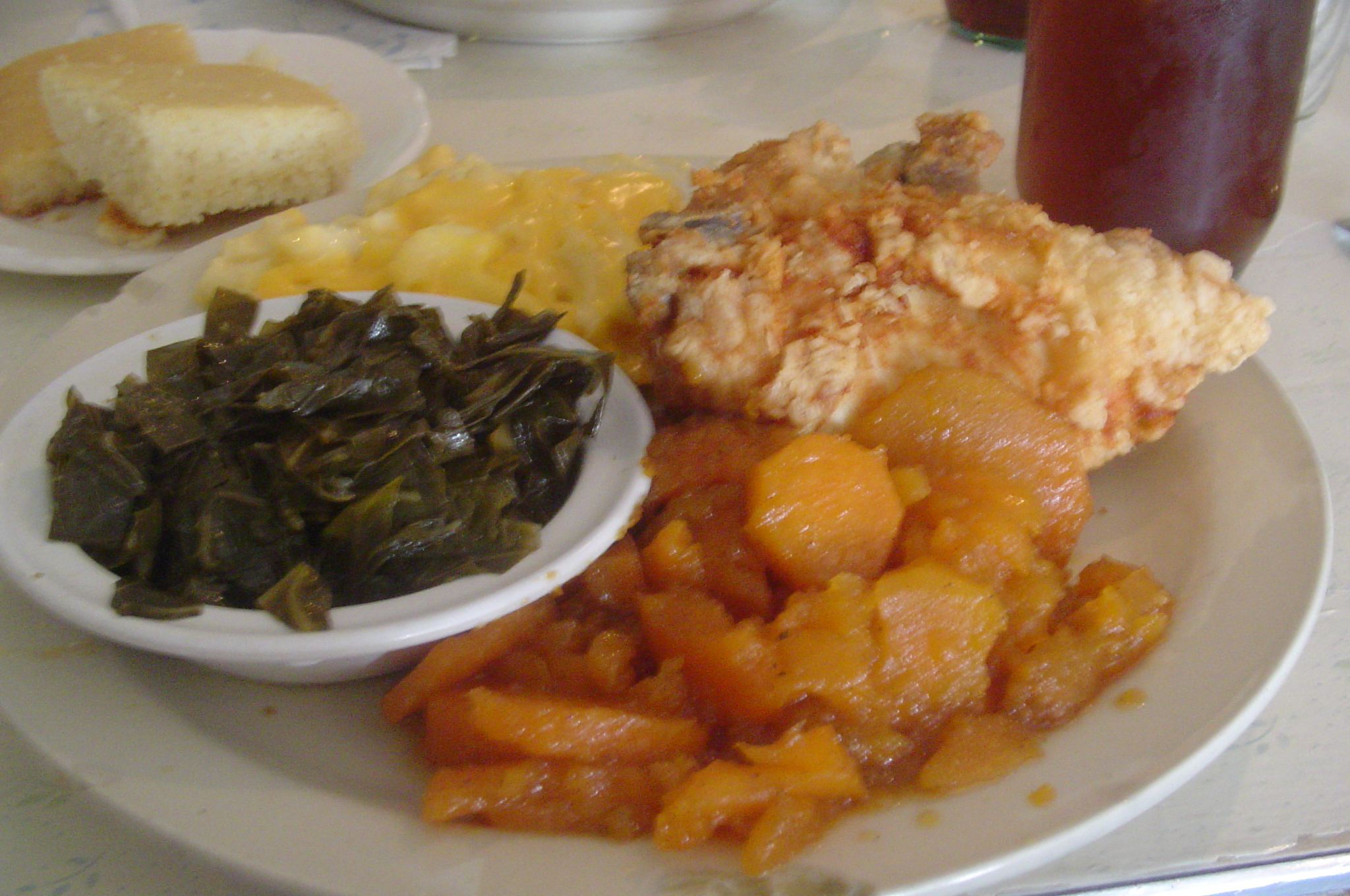
Soul food med bland annat macaroni and cheese och friterad kyckling.

Soul food är en matlagningstradition som härstammar från afroamerikanerna i södra USA. Termen uppstod under 1960-talet.
Köket består av enkla råvaror som rovor, majs, inälvsmat, höns och fläsk.